# Wolfgang Engel (Intendant)
Wolfgang Engel (* 13. August 1943 in Schwerin; † 7. März 2025 in Leipzig) war ein deutscher Theaterregisseur, Schauspieler und Intendant.

## Leben und Wirken
Wolfgang Engel machte 1962 in seiner Heimatstadt das Abitur. Danach war er Bühnenarbeiter am Theater in Schwerin. 1965 machte er ohne Schauspielstudium die Bühnenreifeprüfung. 1968 begann er, am Schweriner Theater auch als Schauspieler zu arbeiten. Erste Regieassistenzen folgten. In den 1970er Jahren arbeitete er als Regisseur an den Landesbühnen Sachsen in Radebeul und am Jugendtheater in Berlin. Ab 1978 lehrte er an der Hochschule für Schauspielkunst „Ernst Busch“ Berlin. 1980 ging er als fester Regisseur an das Staatsschauspiel Dresden, wo er seinen Durchbruch schaffte als einer der wichtigsten Regisseure der DDR. Erste Reisen in den Westen folgten, wo er seine Inszenierungen zeigen durfte. Ab 1983 reiste Engel auch zu Regiearbeiten in den Westen, zunächst an das Staatstheater in Saarbrücken, wo in dieser Zeit auch andere Regiegrößen aus dem sozialistischen Osteuropa wie Adam Hanuszkiewicz inszenierten. Engel blieb dem Theater in Dresden bis nach der politischen Wende verbunden. 1991 ging er nach Frankfurt am Main und wurde fester Regisseur am dortigen Schauspiel Frankfurt. Von 1995 bis 2008 war Wolfgang Engel Intendant des Schauspiels Leipzig.
Im Februar 2021 war Engel Teil der Initiative #ActOut im SZ-Magazin, zusammen mit 184 anderen lesbischen, schwulen, bisexuellen, queeren, intergeschlechtlichen und transgender Personen aus dem Bereich der darstellenden Künste. Engel starb am 7. März 2025 im Alter von 81 Jahren in Leipzig. Seine Urne wurde auf dem Leipziger Südfriedhof beigesetzt.

## Auszeichnungen
- 1987: Kunstpreis der DDR
- 1989: Nationalpreis der DDR (Annahme abgelehnt)[4]
- 1999: Bundesverdienstkreuz 1. Klasse
- 2006: Konrad-Wolf-Preis
- 2007: Leipziger Theaterpreis
- 2011: Deutscher Theaterpreis Der Faust (Lebenswerk)[5]

## Wichtige Inszenierungen
- 1973: Oberösterreich von Franz Xaver Kroetz – Staatstheater Schwerin
- 1974: Nathan der Weise von Gotthold Ephraim Lessing – Landestheater Radebeul
- 1974: Die Geschichte von der verlassenen Puppe von Alfonso Sastre (Theater der Freundschaft Berlin)
- 1976: Der gestiefelte Kater von Heinz Kahlau (Theater der Freundschaft Berlin)
- 1977: Das kleine Gespenst von Erich Köhler (Theater der Freundschaft Berlin)
- 1978: Wenn er einen Engel hätte von Margarete Steffin (Theater der Freundschaft Berlin)
- 1981: Die Schlacht – Der Lohndrücker von Heiner Müller – Staatsschauspiel Dresden
- 1982: Dantons Tod von Georg Büchner – Staatsschauspiel Dresden
- 1984: Die Nibelungen von Friedrich Hebbel – Staatsschauspiel Dresden
- 1984: Hedda Gabler von Henrik Ibsen – Volksbühne Berlin
- 1986: Penthesilea von Heinrich von Kleist – Staatsschauspiel Dresden
- 1987: Warten auf Godot von Samuel Beckett – Staatsschauspiel Dresden
- 1990: Faust I und Faust II von Johann Wolfgang von Goethe – Staatsschauspiel Dresden
- 1991: König Ottokars Glück und Ende von Franz Grillparzer – Burgtheater Wien
- 1991: Judith von Friedrich Hebbel – Schauspielhaus Zürich
- 1992: Der Kaufmann von Venedig von William Shakespeare – Schauspiel Frankfurt
- 1994: Der Weltverbesserer von Thomas Bernhard – Schauspiel Frankfurt
- 1994: Titus Andronicus von William Shakespeare – Burgtheater Wien – Berliner Theatertreffen
- 1995: Die Stunde da wir nichts voneinander wussten von Peter Handke – Schauspiel Leipzig
- 1996: Richard III. von William Shakespeare – Schauspiel Leipzig
- 1998: Der Menschenfeind von Molière – Schauspiel Leipzig
- 2003: Troilus und Cressida von William Shakespeare – Schauspiel Leipzig
- 2004: Fette Männer im Rock von Nicky Silver – Schauspiel Leipzig
- 2005: Der Floh im Ohr von Georges Feydeau – Schauspiel Leipzig
- 2005: Don Carlos von Friedrich Schiller – Schauspiel Leipzig
- 2006: Peer Gynt von Henrik Ibsen – Schauspiel Leipzig
- 2007: Wallenstein – Ein Feldzug durch Leipzig von/nach Friedrich Schiller – Schauspiel Leipzig
- 2009: Joseph und seine Brüder nach Thomas Mann / Theaterfassung von John von Düffel – Düsseldorfer Schauspielhaus
- 2010: Die Liebe zu den drei Orangen von Sergei Sergejewitsch Prokofjew – Oper Leipzig
- 2010: Der Turm nach Uwe Tellkamp – Staatsschauspiel Dresden